# Начиславкі
Начиславкі (пол. Naczysławki, нім. Klein Nimsdorf) — село в Польщі, у гміні Ренська Весь Кендзежинсько-Козельського повіту Опольського воєводства.
Населення — 142 особи (2011).

## Демографія
Демографічна структура станом на 31 березня 2011 року:
|          | Загалом | Допрацездатний вік | Працездатний вік | Постпрацездатний вік |
| -------- | ------- | ------------------ | ---------------- | -------------------- |
| Чоловіки | 75      | 14                 | 52               | 9                    |
| Жінки    | 67      | 8                  | 38               | 21                   |
| Разом    | 142     | 22                 | 90               | 30                   |